# Irm Hermann

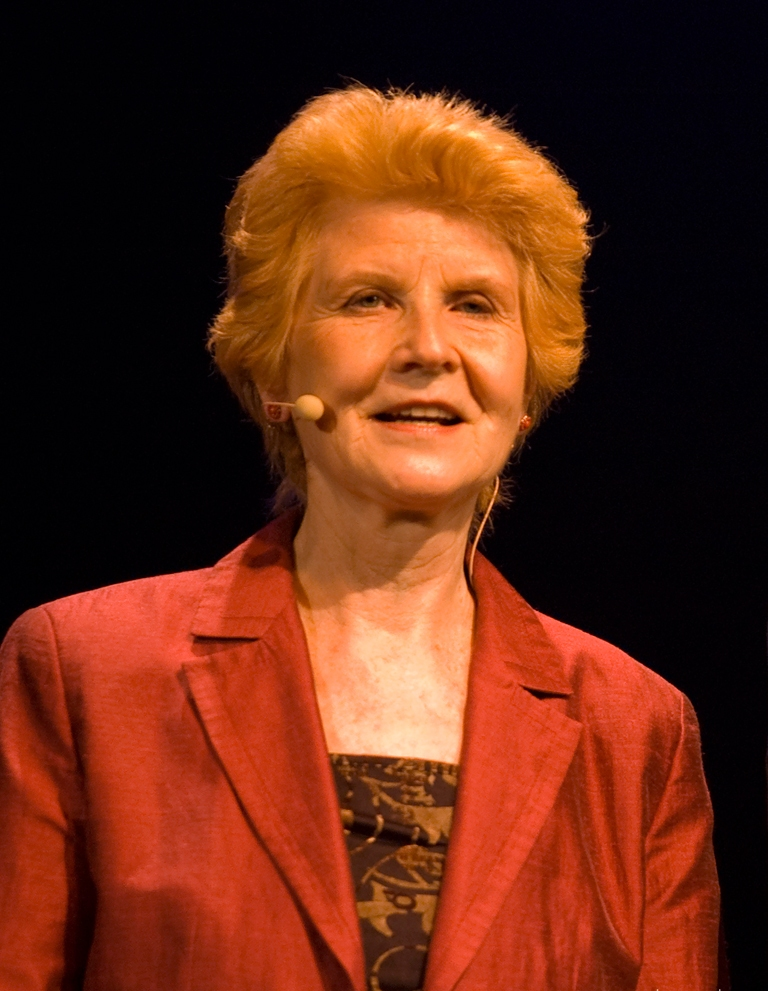
Irm Hermann, 2008

Irmgard „Irm“ Hermann-Roberg (* 4. Oktober 1942 in München; † 26. Mai 2020 in Varel) war eine deutsche Schauspielerin und Hörspielsprecherin. Sie wurde Mitte der 1960er Jahre durch ihre Zusammenarbeit mit Rainer Werner Fassbinder bekannt.

## Leben
Hermann wurde 1942 in München als Tochter von Karl Hermann und seiner Frau Maria Huber geboren. Nach dem Besuch der Volksschule absolvierte sie eine Lehre als Verlagskauffrau. Sie arbeitete zunächst bei der Illustrierten Quick, dann als Sekretärin beim ADAC und kurzzeitig bei Ivar Lissner und Ruth Niehaus in der Schweiz. 1966 lernte sie bei einem Dramenwettbewerb der Jungen Akademie München Rainer Werner Fassbinder kennen.
Fassbinder setzte sie noch im selben Jahr in seinem Kurzfilm Der Stadtstreicher ein. Hermanns Beziehung zu Fassbinder war nicht nur beruflicher Natur, sie wurde auch seine Lebensgefährtin. Sie spielte in Fassbinders erster Inszenierung am Münchner Action-Theater, Verbrecher von Ferdinand Bruckner, mit und war auch eine Zeit lang die Schauspielagentin von Fassbinder. Mit ihm und unter anderem Hanna Schygulla gründete sie das spätere Antiteater, in dem sie bis 1969 zahlreiche Rollen übernahm.
Danach wirkte sie bis 1975 in über 20 Fassbinder-Produktionen mit, unter anderem in Katzelmacher und Angst essen Seele auf. Sie wurde, meist in Nebenrollen, Fassbinders Standardbesetzung für mürrische Spießerinnen. Diesen Typ verkörperte sie auch in ihrer einzigen Hauptrolle in einem Fassbinder-Film als Irmgard Epp in Händler der vier Jahreszeiten, für die sie breite Anerkennung bekam. Ähnlich positiv angenommen wurde ihre Rolle der devoten Marlene in dem Lesbendrama Die bitteren Tränen der Petra von Kant. In Rosa von Praunheims Dokumentarfilm Für mich gab’s nur noch Fassbinder (2000) spricht Hermann über ihr zwiespältiges Verhältnis zu ihrem Entdecker.
1975 zog sie sich aus der Beziehung mit Fassbinder zurück und verlegte ihren Lebensmittelpunkt von München nach Berlin. Dort spielte sie für Regisseure wie Percy Adlon, Werner Herzog und Hans W. Geißendörfer. Von 1979 bis 1980 und von 1987 bis 1991 war sie an der Freien Volksbühne Berlin engagiert. 2014 gastierte sie dort noch einmal unter der Regie von Christoph Marthaler in dem Bühnenstück Tessa Blomstedt gibt nicht auf. 2001 war sie am Schauspielhaus Zürich unter der Regie von Christoph Schlingensief in der Titelrolle von William Shakespeares Hamlet zu sehen. Daneben spielte sie auch wiederholt an der Komischen Oper Berlin, unter anderem in der Spielzeit 2010/11 als Kaiser Franz Joseph I. in dem Singspiel Im weißen Rößl oder 2013/14 in einer Inszenierung von Georg Büchners Woyzeck, wo sie in einer Doppelrolle als Großmutter und Narr Karl agierte.
Hermann war neben ihrer Bühnenarbeit auch in diversen Film- und Fernsehproduktionen zu sehen, unter anderem als Fräulein Engelhart in der Thomas-Mann-Verfilmung Der Zauberberg (1982) von Geißendörfer und in Tankred Dorsts Eisenhans (1983) als couragierte Sozialhelferin. Für ihre Rolle der Mitgefangenen Else Gebel in Percy Adlons Spielfilm Fünf letzte Tage (1982) über die Widerstandskämpferin Sophie Scholl bekam sie neben Lena Stolze das Filmband in Gold in der Kategorie „Beste darstellerische Leistungen“ verliehen. In dem Filmdrama Marie Ward – Zwischen Galgen und Glorie (1985) über das Leben der Ordensschwester Maria Ward spielte sie an der Seite von Hannelore Elsner die Rolle der Winn Wigmore. Unter Schlingensief drehte sie den satirischen Horrorfilm Das deutsche Kettensägenmassaker.
Sie übernahm auch wiederholt komische Rollen, wie in Loriots Pappa ante portas (1991), wo sie neben Hans Peter Korff die harmoniebedürftige Tante Hedwig spielte, oder 1996 in Hape Kerkelings Willi und die Windzors, wo sie die Rolle von Elisabeth II. übernahm. Von 1995 bis 1996 war sie als SEK-Leiterin in mehreren Episoden in der ZDF-Krimireihe Ein starkes Team zu sehen. Dieter Wedel besetzte sie für seinen Fernseh-Sechsteiler Die Affäre Semmeling (2002) in einer Nebenrolle als Finanzbeamtin. In der ARD-Familienserie Die Stein übernahm sie von 2008 bis 2011 als Schulsekretärin eine durchgehende Rolle. In dem Fernsehfilm Schokolade für den Chef war sie als Schwester des von Götz George gespielten Ernst Schmitt zu sehen. Für ihre Rolle als Witwe in Max Färberböcks Filmdrama Anonyma – Eine Frau in Berlin (2008) wurde sie für den Deutschen Filmpreis 2009 in der Kategorie „Beste darstellerische Leistung – weibliche Nebenrolle“ nominiert. 2017 spielte sie in Fack ju Göhte 3 eine Nebenrolle.
Von 1986 bis 2016 wirkte sie in mehreren Filmen der ARD-Fernsehreihe Tatort mit. Nachdem sie unter den Hamburger Kommissaren Stoever und Brockmöller in den Episoden Leiche im Keller (1986) und Schmutzarbeit (1989) bereits tragende Rollen verkörpert hatte, war sie 2009 im BR-Tatort Gesang der toten Dinge als Gärtnerin zu sehen. 2016 bildete sie mit Hanna Schygulla und Margit Carstensen in Wofür es sich zu leben lohnt ein Rache-Trio, das einen Textilfabrikanten, der für den Tod von 1100 Menschen in Bangladesch verantwortlich ist, in seine Gewalt nimmt. Daneben hatte sie Episodenrollen in den Fernsehserien Liebling Kreuzberg, Unser Lehrer Doktor Specht, Wolffs Revier, Adelheid und ihre Mörder, Für alle Fälle Stefanie, Einmal Bulle, immer Bulle und Doctor’s Diary. Zuletzt war sie 2018 als intrigante Mutter eines Verlegers in der sechsteiligen ARD-Fernsehserie Labaule & Erben zu sehen.
Neben ihrer Arbeit vor der Kamera war sie auch eine vielbeschäftigte Hörspielsprecherin. Sie sprach 2006 unter anderem Emmy Sonnemann, die spätere Ehefrau von Hermann Göring, in Werner Fritschs Hörspiel Enigma Emmy Göring, das als „Hörspiel des Jahres 2006“ ausgezeichnet wurde. 2009 bekam sie für ihre dortige Leistung auch den Deutschen Hörbuchpreis.
Aus ihrer Ehe mit dem Kinderbuchautor Dietmar Roberg stammen zwei Söhne, die 1977 und 1981 geboren wurden. Zuletzt lebte Hermann in Varel im Landkreis Friesland, wo sie im Mai 2020 im Alter von 77 Jahren nach kurzer, schwerer Krankheit starb. Sie wurde auf dem Friedhof in Varel beigesetzt. Ihre Großcousine ist die Politikerin Erika Steinbach.

## Filmografie
- 1966: Der Stadtstreicher (Kurzfilm)
- 1967: Das kleine Chaos (Kurzfilm)
- 1969: Liebe ist kälter als der Tod
- 1969: Katzelmacher
- 1969: Die Revolte (TV)
- 1970: Mathias Kneißl
- 1970: Götter der Pest
- 1970: Warum läuft Herr R. Amok?
- 1970: Der amerikanische Soldat
- 1970: Der Pott (TV) (Regie: Peter Zadek)
- 1971: Pioniere in Ingolstadt (TV)
- 1971: Die Ahnfrau – Oratorium nach Franz Grillparzer (TV) (Regie: Peer Raben)
- 1972: Händler der vier Jahreszeiten
- 1972: Die bitteren Tränen der Petra von Kant
- 1972/73: Acht Stunden sind kein Tag (Fernseh-Miniserie)
- 1973: Unternehmen Nordkohl (Regie: Sven Severin)
- 1973: Wildwechsel
- 1973: Die Zärtlichkeit der Wölfe
- 1973: Ein unheimlich starker Abgang (Regie: Michael Verhoeven)
- 1974: Münchner Geschichten (TV-Serie)
- 1974: Nora Helmer (TV)
- 1974: Angst essen Seele auf
- 1974: Fontane Effi Briest
- 1975: Faustrecht der Freiheit
- 1975: Mutter Küsters’ Fahrt zum Himmel
- 1975: Angst vor der Angst (Fernsehfilm)
- 1975: Schatten der Engel
- 1976: Sternsteinhof
- 1976: Stirb! (TV-Reihe Lobster) (Regie: Hans W. Geißendörfer)
- 1977: Frauen in New York (TV) (Regie: Rainer Werner Fassbinder)
- 1979: Der ganz normale Wahnsinn (TV-Serie)
- 1979: Woyzeck
- 1980: Endstation Freiheit (Regie: Reinhard Hauff)
- 1980: Berlin Alexanderplatz
- 1980: Lili Marleen
- 1981: Kater Lampe (Regie: Ulrich Heising)
- 1981: Heute spielen wir den Boß – Wo geht’s denn hier zum Film?
- 1982: Der Zauberberg
- 1982: Bananen-Paul (Regie: Richard Claus)
- 1982: Fünf letzte Tage
- 1982: Der Zappler (Regie: Wolfram Deutschmann)
- 1982: Eisenhans
- 1982: Das Verschwinden der Harmonie (TV) (Regie: Ulrich Heising)
- 1983: Ediths Tagebuch
- 1983: Die Knapp-Familie (TV-Serie, Folgen 4–5)
- 1983: Die Schaukel
- 1984: Dorian Gray im Spiegel der Boulevardpresse
- 1984: Gespenstergeschichten: Die Brücke nach Fenders
- 1985: Marie Ward – Zwischen Galgen und Glorie
- 1986: Das Totenreich (TV) (Regie: Karin Brandauer)
- 1986: Close up (Kurzfilm) (Regie: René Perraudin)
- 1986: Tatort: Leiche im Keller
- 1987: Reichshauptstadt – privat
- 1988: Zum Beispiel Otto Spalt
- 1988: Liebling Kreuzberg
- 1988: Der Passagier – Welcome to Germany
- 1989: Tatort: Schmutzarbeit
- 1989: Johanna d’Arc of Mongolia
- 1989: Wallers letzter Gang
- 1989: Das Spinnennetz (Regie: Bernhard Wicki)
- 1989: Adrian und die Römer (Regie: Klaus Bueb, Thomas Mauch)
- 1990: Letztes aus der Da Da eR
- 1990: Das deutsche Kettensägenmassaker
- 1990: The Wild Party
- 1991: Lippels Traum
- 1991: Pappa ante portas
- 1992: Die fliegenden Kinder
- 1993: Motzki – Der Sarg (TV-Serie)
- 1993: Grüß Gott, Genosse (TV)
- 1993: Fünf Millionen und ein paar Zerquetschte (TV)
- 1994: Der Gletscherclan (TV-Serie)
- 1994: Hades
- 1995: Löwenzahn – Von Pillendrehern und Totengräbern (TV-Serie)
- 1995–1996: Ein starkes Team (Fernsehreihe)
- 1995: Zu treuen Händen
- 1995: Victory
- 1996: Willi und die Windzors
- 1997: Die 120 Tage von Bottrop
- 1997: Tigerstreifenbaby wartet auf Tarzan
- 1997: Mama ist unmöglich
- 1997: Polizeiruf 110: Über den Tod hinaus
- 1998: Polizeiruf 110: Live in den Tod
- 1998: Das Klopfen
- 1998: Adelheid und ihre Mörder – Leiche vom Dienst
- 1999: Männer und andere Katastrophen
- 1999: Paradiso – Sieben Tage mit sieben Frauen
- 1999: Badesalz Comedy-Stories (Sketch Proleten im Buchladen)
- 2000: Für mich gab’s nur noch Fassbinder (Regie: Rosa von Praunheim)
- 2002: Hamlet – This is your family (Regie: Peter Kern)
- 2002: Die Affäre Semmeling
- 2003: Freak Stars 3000 (Regie: Christoph Schlingensief)
- 2004: Mein Bruder ist ein Hund
- 2004: Einmal Bulle, immer Bulle (Fernsehserie, Folge Tödliche Leidenschaft)
- 2004: Germanikus
- 2004: Franz
- 2005: Der Mann von der Botschaft (Regie: Dito Tsintsadze)
- 2005: Die letzte Schlacht
- 2005: Herzlichen Glückwunsch
- 2005: Unsere zehn Gebote (Fernsehserie, Teil 4)
- 2007: TRUST.Wohltat
- 2007: Reine Geschmacksache
- 2008: 10 Sekunden
- 2008: Schokolade für den Chef
- 2008–2011: Die Stein
- 2008: Anonyma – Eine Frau in Berlin
- 2008: Wie in einem anderen Leben
- 2009: Krauses Kur
- 2009: Tatort: Gesang der toten Dinge
- 2009: Die Rosenheim-Cops – Eine Hochzeit und ein Todesfall
- 2010: Doctor’s Diary
- 2011: Krauses Braut
- 2011: Frühling – Für immer Frühling (Fernsehserie)
- 2012: Herzberg (Kurzfilm; Regie: David C. Bunners)
- 2012: Lotta & die großen Erwartungen
- 2013: Mordshunger – Verbrechen und andere Delikatessen – Eine Leiche zum Dessert
- 2013: Die Erfindung der Liebe
- 2015: Der Bulle und das Landei – Goldrausch
- 2016: Eine Sommerliebe zu dritt (Regie: Nana Neul)
- 2016: Tatort: Wofür es sich zu leben lohnt
- 2017: Fack ju Göhte 3
- 2018: Zwei Herren im Anzug
- 2018: Labaule & Erben (Fernseh-Miniserie)

## Hörspiele und Features (Auswahl)
- 1972: Rainer Werner Fassbinder: Keiner ist böse keiner ist gut  – Regie: Rainer Werner Fassbinder (Hörspiel – BR)
- 1984: Oskar Maria Graf: Unruhe um einen Friedfertigen – Regie: Ulrich Heising (BR/SWF)
- 1994: Steffen Thiemann: Treppenwalzer – Regie: Wolfgang Rindfleisch, Komposition Frank Tröger (ORB)
- 1994: Hermann Mensing: Freiflug nach Pampalonien – Regie: Annette Kurth (WDR)
- 1997: Lothar Trolle: Gott flaniert – Regie und Komposition: Klaus Buhlert (D-Kultur)
- 1999: Karl-Heinz Bölling: Das ewige schöne Leben – Regie: Barbara Plensat (SFB/ORB)
- 1999: Volker Braun: Die Geschichte von den vier Werkzeugmachern (Frau Meier) – Regie: Jörg Jannings (Hörspiel – SFB/ORB/DLF)
- 1999: Christoph Schlingensief: Lager ohne Grenzen – Regie: der Autor (WDR)
- 2000: Arkadij Bartov: Sprechakte –  Regie: Christiane Ohaus (RB)
- 2003: Dylan Thomas: Unter dem Milchwald (Mrs. Ogmore-Pritchard) – Regie: Götz Fritsch (Hörspiel – MDR)
- 2004: Thomas Bernhard: Elisabeth II – Regie: Ulrich Gerhardt (NDR/ORF)
- 2004: Boris Vian: Das rote Gras – Bearbeitung und Regie: Christiane Ohaus (Hörspiel – DLR Berlin/NDR)
- 2005: Jane Bowles: Zwei sehr ernsthafte Damen – Bearbeitung/Regie: Heike Tauch (Hörspiel – DLR)
- 2006: Werner Fritsch: Enigma Emmy Göring – Regie: der Autor, Komposition: Sam Auinger (SWR) Hörspiel des Jahres
- 2006: Almut Tina Schmidt: Die Stunde des Metronoms – Regie: Susanne Krings (WDR)
- 2008: Paul Plamper: Ruhe 1 – Regie: der Autor (WDR) Hörspielpreis der Kriegsblinden
- 2009: Inge Braun / Helmut Huber: Werd ich mit Singen deutsch?; Regie: Nikolai von Koslowski (DKultur/RBB)
- 2009: Wolfgang Zander: Das schwarze Haus – Regie: Beatrix Ackers (Kinderhörspiel – DKultur)
- 2009: Lorenz Schröter: Armut ist Diebstahl – Regie: Nikolai von Koslowski (Feature – WDR)
- 2010: Beate Dölling: Der Hundekönig von Kreuzberg – Regie: Klaus-Michael Klingsporn (Kinderhörspiel – DKultur)
- 2010: Ria Endres: Friedas Schmetterlinge – Regie: Hansgerd Krogmann (HR)
- 2011: Marianne Zückler: Die Läuferin (Mutter) – Regie: Andrea Getto (Hörspiel – RBB/NDR)
- 2011: Hermann Harry Schmitz: Die Bluse – Regie: Heike Tauch Musik: Graham Valentine, Jürg Kienberger, Simon Gerber (WDR)
- 2012: Anne Lepper: Hund, wohin gehen wir; Regie: Claudia Johanna Leist (WDR)
- 2013: E. M. Cioran: Vom Nachteil, geboren zu sein – Regie: Kai Grehn (Hörspiel – SWR)
- 2015: Wilhelm Genazino: Ein Regenschirm für diesen Tag (Frau Balkhausen) – Bearbeitung und Regie: Lutz Oehmichen/Heike Tauch (Hörspiel (3D-Kunstkopf) – RBB)
- 2015: Stephan Kaluza: Tabledance- Regie: Martin Heindel (WDR)
- 2015: Jens Nielsen: Frau Higgins – Anstelle von Erinnerung; Regie: Claude Pierre Salmony (SRF)
- 2019: Irmgard Maenner: Teure Schwalben; Regie: Heike Tauch (Hörspiel des Monats November)

## Auszeichnungen
- 1970: Filmband in Gold (Darstellerin – mit dem übrigen Ensemble des Antiteaters) für Götter der Pest, Katzelmacher und Liebe ist kälter als der Tod
- 1972: Filmband in Gold (Darstellerin) für Der Händler der vier Jahreszeiten
- 1983: Filmband in Gold (Darstellerin) für Fünf letzte Tage
- 2000: Silberner Bär der Berlinale für besondere künstlerische Leistung als Mitglied des Darstellerensembles von Paradiso
- 2007: Hörspiel des Jahres (Sprecherin) für Enigma Emmy Göring, in dem sie die Rolle der Emmy Göring spricht
- 2009: Nominierung für den Deutschen Filmpreis in der Kategorie „Beste Nebendarstellerin“ für Anonyma – Eine Frau in Berlin[9]
- 2009: Deutscher Hörbuchpreis